# Pan (romanzo)
Pan è un romanzo di Francesco Dimitri pubblicato con Marsilio Editori nel 2008.

Si tratta di una rivisitazione fantasy della storia di Peter Pan. In particolar modo, Dimitri ritorna alle radici della storia, trasformando la lotta tra Peter Pan e Capitan Uncino in uno scontro tra antiche divinità, rispettivamente Pan e Greyface, che rappresentano due visioni contrapposte della vita. Alla fine, se anche i protagonisti sono alleati a Pan, non c'è una netta presa di posizione tra bene e male, perché i principi cosmici legati alle due divinità, se vincenti e portati all'eccesso, sarebbero in entrambi i casi controproducenti; il romanzo è avvolto in un'atmosfera a volte cupa e cruda, ma molto più spesso ironica ed irriverente.

La lotta fra Pan e Greyface si svolge nella moderna Roma attraverso i tre aspetti della realtà: la carne, il sogno e l'incanto. Roma è rappresentata come una città vivente, abitata da spiriti urbani: asfalto, neon, velocità, traffico etc etc. percepiti da uno dei protagonisti come un moderno sciamano metropolitano.
Il romanzo è principalmente un urban fantasy/elfpunk con influenze new weird.

## Trama
Nella notte, i bambini romani sognano di andare in un'isola che non c'è. Ma quell'isola esiste e, assieme a lei, sta tornando il tempo degli antichi dei. Il dio Pan, da alcuni chiamato Peter Pan, sta tornando nella carne per lottare ancora contro Greyface. Nella lotta, rimarranno coinvolti i fratelli Cavaterra: Angela, Giovanni e Michele. 

## Le divinità

### Pan
Pan o Peter Pan è la divinità delle passioni, delle emozioni forti, dell'anarchia, dello stupro, della violenza, degli scherzi, del divertimento, delle orge, dell'immoralità, della fantasia, della creatività, della follia, dell'omicidio, del piacere sessuale.

### Greyface
Greyface o Capitan Uncino o Augusto dal Mare è il dio del nulla, ossia "di ciò che rimane quando tutte le divinità e le emozioni spariscono". In contrapposizione con Pan, Greyface è la divinità del grigiore della vita quotidiana, della noia, della routine, dell'apatia, della mancanza di emozioni forti, della censura, della serietà, del moralismo bigotto, della mancanza di creatività.

## Edizioni
- Francesco Dimitri, Pan, I ed., Marsilio Editori, 2008.